# Sandefjord
Sandefjord är en tätort och stad som utgör centralort i Sandefjords kommun i Vestfold fylke i sydöstra Norge. 46 000 av kommunens totalt 65 000 invånare bor i staden.
Sandefjord har färjeförbindelse med Strömstad i Sverige.

## Historia
Den tidigare köpingen (no. ladested) Sandefjord blev stad 1845 och hade då 749 invånare.
Sandefjord är känt för att det var här den norska valfångsten hade sitt centrum, fram till slutet av 1960-talet. Valkokerier och mindre fartyg som användes i jakten på valarna begav sig härifrån till södra ishavet. Det finns ett valfångstmuseum och i hamnen ligger det valfångstfartyg som tagits till vara. Skulptören Knut Steen har också gjort ett valfångstmonument som invigdes 1961.

## Bilder

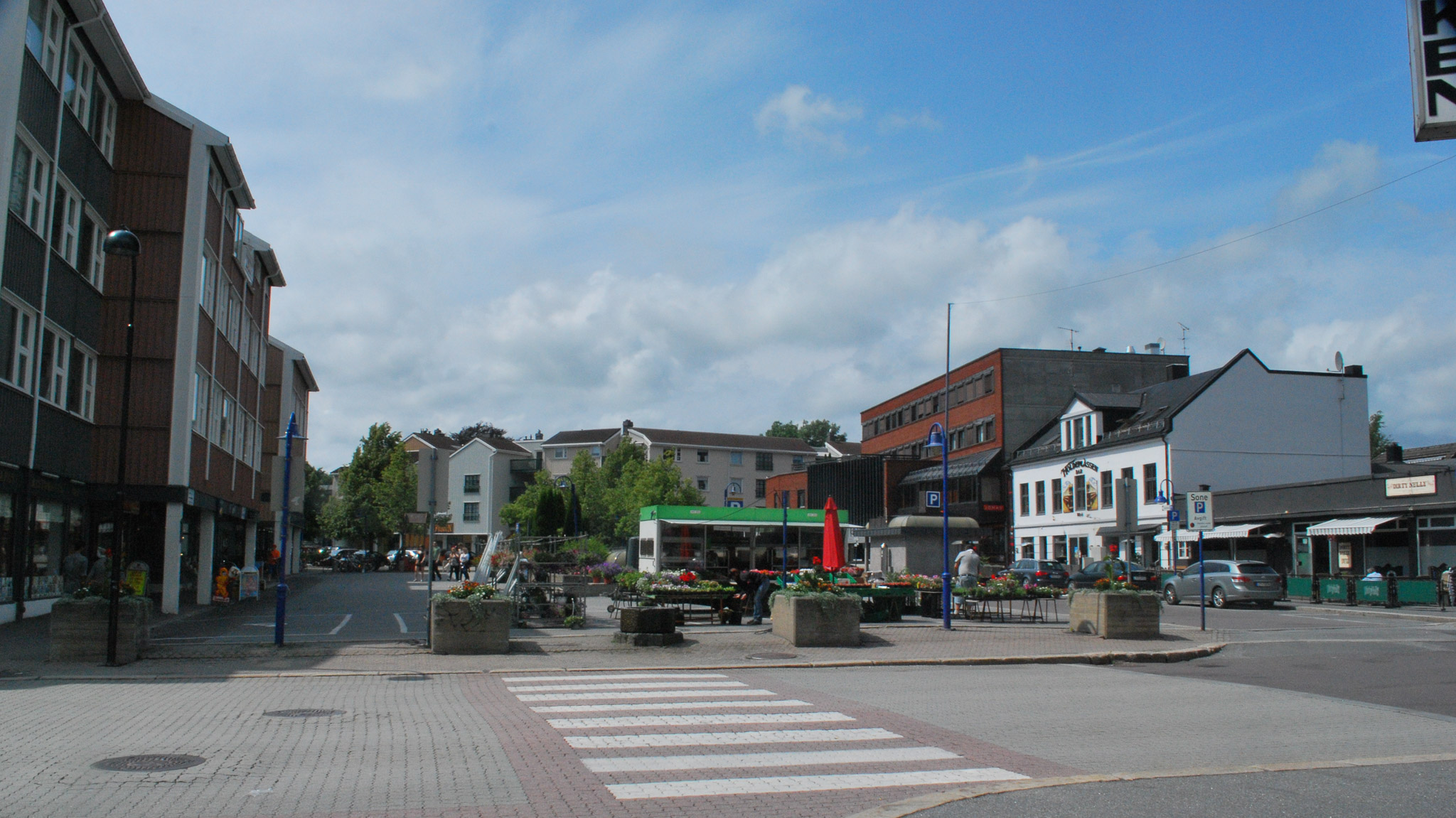
Aagaards plass sedd från Rådhusgata 2011.
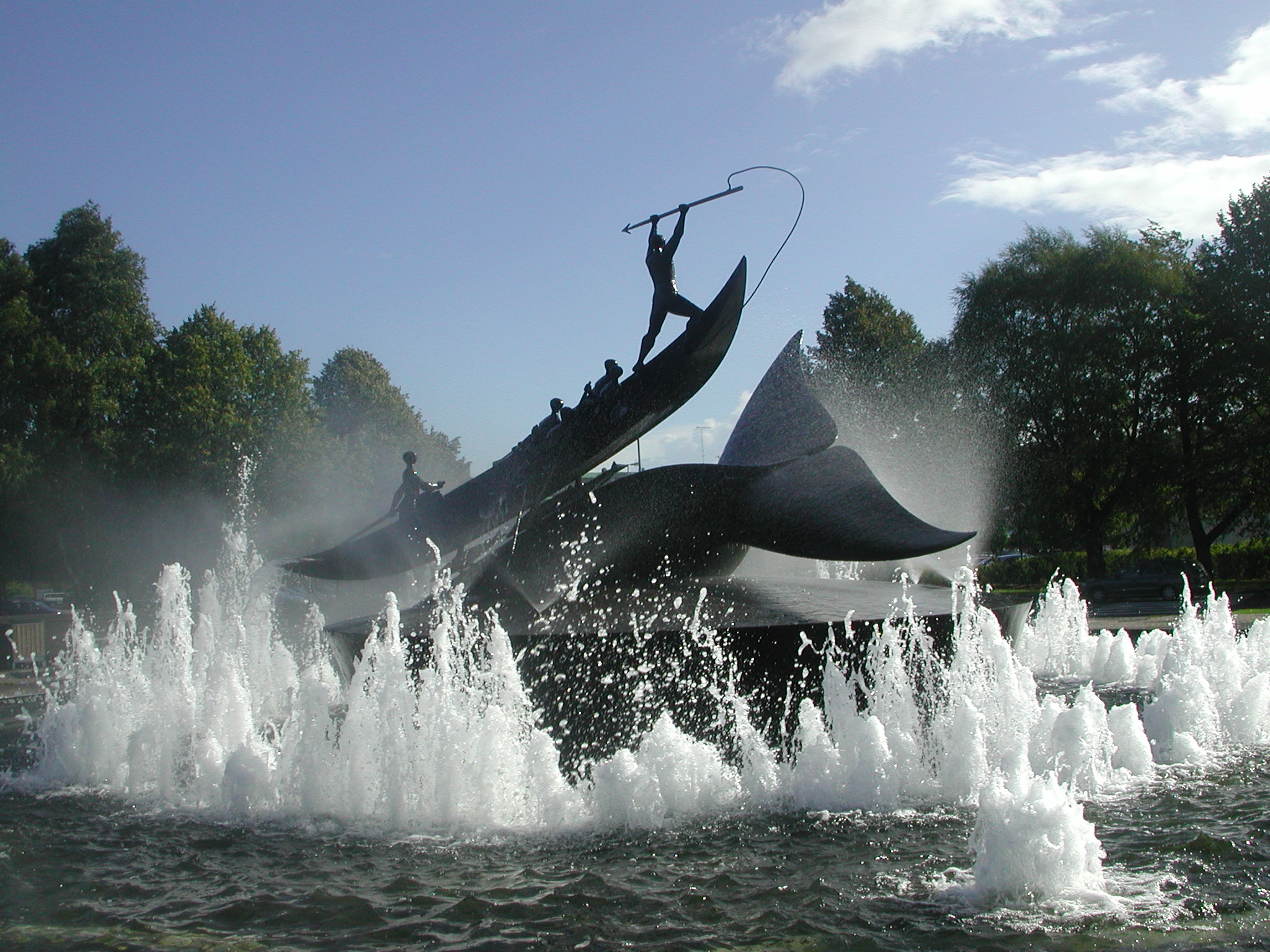
Valfångstmonumentet av skulptören Knut Steen invigdes 1961.